# Jaume Camps i Rabadà
Jaume Camps Rabadà (Vic, Osona, 11 de març de 1930) és un veterinari català que exercí en diferents àmbits de la producció animal i dels animals de companyia. S'especialitzà en porcí, conills, sector que va cultivar especialment amb reconeixement estatal, europeu i mundial, en la dècada dels 80 segle xx, i, més tard en el camp dels animals de companyia. Ha tingut interès per la recerca i la divulgació de temes d'història de la veterinària, participant activament en les associacions i congressos celebrats en els darrers temps.

## Trajectòria laboral
Llicenciat en veterinària per la Facultat de Veterinària de la Universitat de Saragossa (1948-1954). El 1958 i 1959 s'especialitza en producció avícola i nutrició animal a Madrid, respectivament. El 1971 fa el doctorat a Saragossa. Dos anys més tard, 1973, assisteix a un curs d'especialització New Pig Production al Departament d'Agricultura de la Universitat de Cambridge. El 1977 es forma en aviram a la Reial Escola Oficial d'Avicultura d'Arenys de Mar.
En una primera etapa, va desenvolupar la seva activitat en porcí a la comarca d'Osona (1954-1956) i en aviram a la Les Garrigues (1956-1957). Segueix la seva tasca professional a la Granja Vila de Reus, aprofundint en tecnologia avícola. Entre 1958-1962 ostenta la direcció tècnica del laboratori de pinsos PRAGSA, continuant la seva carrera en l'àmbit de la nutrició animal. A partir de 1962 exerceix la direcció tècnica de Gallina Blanca Purina. Durant 31 anys va treballar en aquesta empresa: els primers 20 en l'àrea de producció de conills, porcs i aviram i els 11 següents en la d'animals de companyia. Durant el treball a Purina, es va responsabilitzar de la promoció de veterinaris i criadors als Països Nòrdics i Països de l'Est, fins a la seva jubilació el 1995.
A finals de la dècada dels 1950 impulsa la producció avícola en les granges de Lleida, aprofitant antigues construccions poc utilitzades, fet que va conduir a la creació de la Cooperativa de la Granadella. A la Granja Vila i la Cooperativa Comarcal Avícola de Reus, impulsa el canvi dels galliners tradicionals de 6 m pels americans de 10-16 m d'amplada amb teulada de doble vessant. Participà en la introducció de les primeres vacunes vives contra la Malaltia de Newcastle.
Introduí l'alimentació per pinso a través de tremuja, i ideà la selecció de futurs porcs reproductors a partir del gruix dorsal del greix amb regleta. Amb la mesura en viu als 80 kg, i la castració dels porcells mascles als cinc dies de vida, quan el normal era fer-ho entre els 20-25 dies, es assolia resultats rellevants en la productivitat.
Aquesta activitat en el món cunícola li va proporcionar un reconeixement en organitzacions tant estatals: Asociación Española de Cunicultura, com mundial: World Rabbit Science Association.
En la seva darrera etapa dedicada als animals de companyia (gats i gossos) va especialitzar-se en temes de nutrició i benestar animal. Dins l'empresa Purina, es va dedicar a fer un servei d'assessorament tècnic pels nous veterinaris, i pels criadors de gossos i gats, impulsant premis pels millors treballs clínics publicats, i en els concursos d'exposició canina, respectivament. Amb la Fundació Purina, dins el seu Patronat, es va dedicar a campanyes de protecció i tinença responsable, com la famosa Ell mai no ho faria, no l'abandonis. Va participar en la presentació de gossos a la Presó de Quatre Camins, mostrant els beneficis que els animals podien tenir pels interns penitenciaris.
Ha publicat nombrosos articles i participà en conferències i xerrades relacionades amb el món animal. Molts d'ells consultables en línia en la col·lecció dedicada al Jaume Camps Rabadà dins el Dipòsit Digital de Documents (DDD) de la Universitat Autònoma de Barcelona. Ell mateix ha fet donació del seu arxiu a la Universitat Autònoma de Barcelona per la seva custòdia i difusió pública, seguint les directrius dels fons personals que es conserven a les biblioteques UAB.

## Fons personal
La documentació del seu arxiu del veterinari va estar dipositada el 2012 a la Biblioteca de Veterinària UAB. L'Associació Catalana d'Història de la Veterinària va facilitar les gestions perquè es fes efectiu aquest dipòsit. Es tracta d'un fons documental que inclou material variat: documents privats, correspondència, publicacions, informes, articles, i material gràfic de la seva activitat privada i professional. Els temes que compren són els de ramaderia: producció de conills i petits animals (gossos i gats), fruit de la seva activitat professional.
El nombre de documents de la part física d'aquest fons és de 843 documents, dels quals una part s'ha digitalitzat, seguint les prescripcions derivades del marc legal, especialment de la Llei de Propietat Intel·lectual, i tècnic que es defineix en les directrius per la creació de repositoris institucionals en universitats i organitzacions d'educació superior.
Fons digital
El nombre de documents digitalitzats és de 527 i es poden localitzar dins la col·lecció digital:
Fons Personal Jaume Camps i Rabadà dins el Dipòsit Digital de Documents de la UAB (DDD). Es seu pes és de 1.18 Gb. El període de la seva obra documental conservada compren des del 1967 fins al a 2014.
| Subcol·lecció                                 | Registres |
| --------------------------------------------- | --------- |
| Jaume Camps, activitat professional           | 191       |
| Jaume Camps, apunts                           | 169       |
| Jaume Camps, congressos                       | 36        |
| Jaume Camps, documentació personal i familiar | 11        |
| Jaume Camps, fotografies                      | 86        |
| Jaume Camps, il·lustracions                   | 33        |

La major part d'aquests documente tenen la llicència creative commons "Reconeixement-NoComercial-SenseObraDerivada 3.0" per la qual cosa es poden compartir, sempre que es reconegui l'autoria, però evitant modificar l'original o creant obres derivades.
http://creativecommons.org/licenses/by-nc-nd/3.0/es/deed.ca
La digitalització d'aquest fons ha estat possible gra`cies al finançament del Consell de Col·legis Veterinaris de Catalunya.
Consultes i descàrregues
Aquest fons ha rebut un total de 76.933 consultes i 69.654 descàrregues entre 2013-2015. L'article més consultat ha estat, dins la col·lecció "apunts", amb 5.888 descàrregues: «40 Preguntas básicas sobre nutrición y alimentación» p. 10, 1995. [Consulta: 3 setembre 2015].
En la subcol·lecció d'articles, hi ha hagut 4.391 descàrregues, sent el més consultat:  «Necesidades nutricionales normales del perro y del gato». Animalia, (1999) Núm. 108,, p. 24-27 [Consulta: 3 setembre 2015].. En la secció de congressos s'han fet 262 descàrregues, y el registres que ha tingut més impacte ha estat:  «Alimentación y nutrición del perro de caza». Campeonato Mundial de Caza (Valladolid), 10-1990 [Consulta: 3 setembre 2015]..

## Obra tècnica
Monografies (com a autor)
- Camps i Rabadà, Jaume. Tratado de Cunicultura. II.  Real Escuela Oficial y Superior de Avicultura, 1980. ISBN 8460020436 (v. 2).
- Camps i Rabadà, Jaume. La Obesidad en el perro desde el punto de vista nutricional.  Gallina Blanca Purina, 1986.
- Camps i Rabadà, Jaume. Desde lobos hacia perros : "recientes datos" sobre el porqué y cómo ocurrió, dónde y cuándo.  Diaz de Santos, 2013. ISBN 9788499695013.

Bona part de la seva obra es pot trobar en format digital al Fons Personal Jaume Camps Rabadà dins del Dipòsit Digital de Documents (DDD) de la Universitat Autònoma de Barcelona

## Distincions i mèrits
- 1980. Medalla d'Or ASESCU[17]